# 棕國好狗
《棕國好狗》（Brown Morning）是由法國作家費朗·帕洛夫所寫的政治寓言小說。法語原著於1998年12月出版。中譯本於2015年出版，香港插畫家阿塗作畫。
「棕國好狗」的原著於1998年出版後數載，便在2002年聲名大噪。因為當時法國極右派候選人让-马里·勒庞成功進入第二輪總統大選，而這本小說準確預見了當時法國政局的走向，故此獲得當地社會的高度關注，銷量超過一百萬本。
「棕國好狗」主旨反對國家的一元思想，以及批判帕洛夫所稱的「小讓步」。有言此書能夠在全國風行，是關內容沒有特定的時間關聯，於是能成為法國學校、工作場所中多討論的話題。

## 簡介
「棕國好狗」講述在一個國度下，政權只許人們養棕色的寵物，凡是棕色的貓才准養，非棕色的貓要統統消失。人們退讓，若無其事。一項又一項的政策落實得非常順利。主角最後反思，本應從一開始就對政權懷有戒心。

## 相似
「棕國好狗」的主題，和其情節發展，與Ich habe geschwiegen的詩作類近，也和尤金尤內斯（Eugene Ionesco）的劇作「犀牛」（Rhinoceros）相似。